# 愛爾蘭廣播電視
53°18′53″N 6°13′26″W / 53.31472°N 6.22389°W
愛爾蘭電視電台（簡寫為RTÉ，英文读作“RTE”）是愛爾蘭共和國的公共廣播公司，為其電視台、電台和網上業務製作節目。

## 歷史
愛爾蘭電視電台的前身為1926年1月1日開播，總部設於都柏林的2RN電台。1960年6月1日，依據《1960年版廣播法》（Broadcasting Authority Act 1960），2RN改名為愛爾蘭電台（Radio Éireann），總部仍設於都柏林。1961年12月31日，愛爾蘭電台附設的愛爾蘭電視台（Télifis Éireann）開播。之後，依據《1966年版廣播法》（Broadcasting Authority (Amendment) Act 1966），愛爾蘭電台改名為愛爾蘭广播電視，愛爾蘭語名稱為“Radio Telefís Éireann”。1978年，愛爾蘭電視電台開播了其第二個電視頻道。之後，依據《2009年版廣播法》第113條（Broadcasting Act 2009 (Section 113)），愛爾蘭广播電視愛爾蘭語名稱改為“Raidió Teilifís Éireann”。

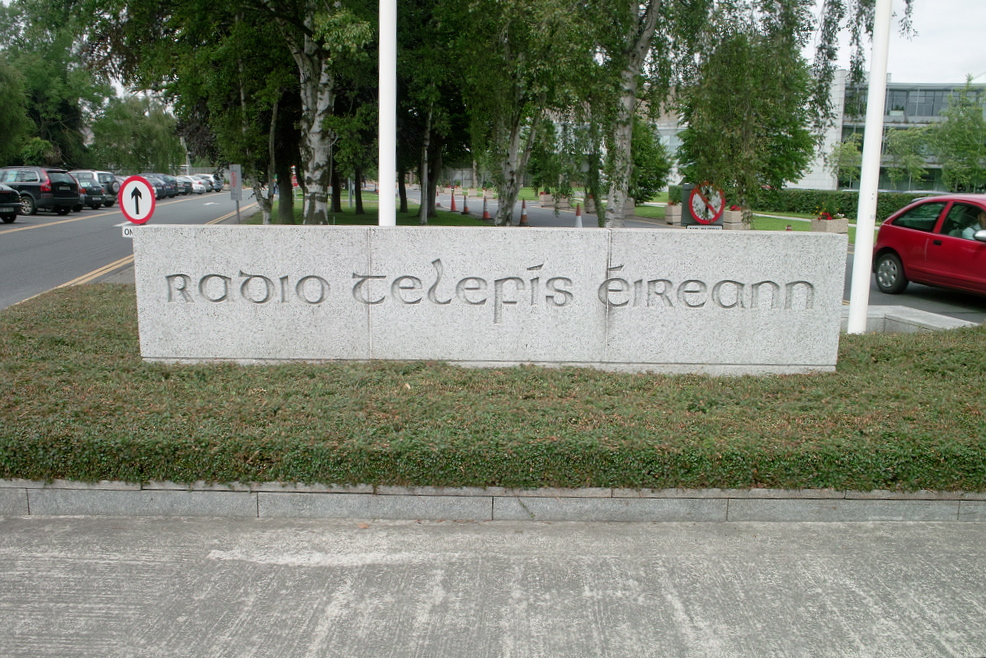
RTÉ总部入口

## 服务列表

### 電視台
- RTÉ One
- RTÉ2
- RTÉ News Now
- RTÉjr
- TG4

### 电台
- RTÉ Radio 1 (综合类广播）
- RTÉ 2fm （调频立体声音乐广播）
- RTÉ Raidió na Gaeltachta （爱尔兰语广播）
- RTÉ Lyric FM （古典音乐/爵士乐/文艺广播）
- RTÉ 2XM  (另类音乐广播，仅在数字地面电视平台与互联网播出）
- RTÉ Chill
- RTÉ Gold
- RTÉjr
- RTÉ Pulse